# Filicopsida
Los helechos (taxón Filicopsida, Pterophyta o Filicinae) son plantas vasculares sin semilla (pteridofitas), cuyas características morfológicas más sobresalientes son sus hojas grandes ("megafilos" o "frondes"), usualmente pinadas y con prefoliación circinada. Tradicionalmente ha agrupado a 3 gruposː los helechos leptosporangiados (Polypodiidae), maratiales y ofioglosales, sin embargo, los análisis genéticos modernos encontraron que los ofioglosales están relacionados con los psilotales, los cuales históricamente se clasificaron aparte al considerárseles primitivos, agrupándose ahora juntos en un solo taxón llamado Ophioglossidae o Psilotopsida. Pueden presentar soros para su reproducción. La naturaleza monofilética de los helechos ha sido puesta en duda por varios autores debido a los resultados de los primeros análisis filogenéticos moleculares; sin embargo, se ha comprobado que  un clado hermano de los equisetos con base en la genética plastidial, nuclear y mitocondrial. Tradicionalmente se han agrupado en dos grupos sobre la base de la estructura y desarrollo de los esporangios: maratiales y ofioglosales son llamados en conjunto "helechos eusporangiados" (pero también son eusporangiados parafilético en relación con los leptosporangiados. 
Filogenéticamente se puede dividir en dos gruposː Ophioglossidae (ofioglosales y psilotales) y el grupo conocido popularmente como de los "helechos verdaderos" (maratiales y polipódidos) que hoy en día, tras análisis moleculares de ADN, se ha determinado que forman un clado (grupo monofilético según la escuela cladista).
Algunas especies, como el helecho águila (Pteridium aquilinum) o la azolla (Azolla filiculoides) son extremadamente comunes y se encuentran repartidas por toda la superficie terrestre.

## Etimología
La palabra castellana helecho, al igual que términos como Filicopsida, provienen del latín filix o filicis. Un lugar poblado de helechos se llamaba filictum o filectum en latín.

## Filogenia
El análisis genético plastidial ha colocado a los helechos como un clado hermano de los equisetos, al igual que el análisis genético nuclear y el análisis genético mitocondrial. La filogenia más actualizada (2013-2014), indica que los helechos vivientes forman un grupo monofilético dentro de Monilophyta del siguiente modo:
|  | Ophioglossales (=Ophioglossaceae) |
|  |                                   |
|  | Psilotales (=Psilotaceae)         |
|  |                                   |

|  | Marattiidae (=Marattiaceae, son eusporangiados) |
|  |                                                 |
|  | Polypodiidae (helechos leptosporangiados)       |
|  |                                                 |

|  | Ophioglossales (=Ophioglossaceae) |
|  |                                   |
|  | Psilotales (=Psilotaceae)         |
|  |                                   |

|  | Marattiidae (=Marattiaceae, son eusporangiados) |
|  |                                                 |
|  | Polypodiidae (helechos leptosporangiados)       |
|  |                                                 |

|  | Ophioglossales (=Ophioglossaceae) |
|  |                                   |
|  | Psilotales (=Psilotaceae)         |
|  |                                   |

|  | Marattiidae (=Marattiaceae, son eusporangiados) |
|  |                                                 |
|  | Polypodiidae (helechos leptosporangiados)       |
|  |                                                 |

|  | Ophioglossales (=Ophioglossaceae) |
|  |                                   |
|  | Psilotales (=Psilotaceae)         |
|  |                                   |

|  | Marattiidae (=Marattiaceae, son eusporangiados) |
|  |                                                 |
|  | Polypodiidae (helechos leptosporangiados)       |
|  |                                                 |

Se estima que el clado de los helechos aquí mostrado tiene más de 350 millones de años, pudiéndose observar que presenta los dos subclados siguientesː

### Clado Ophioglossidae

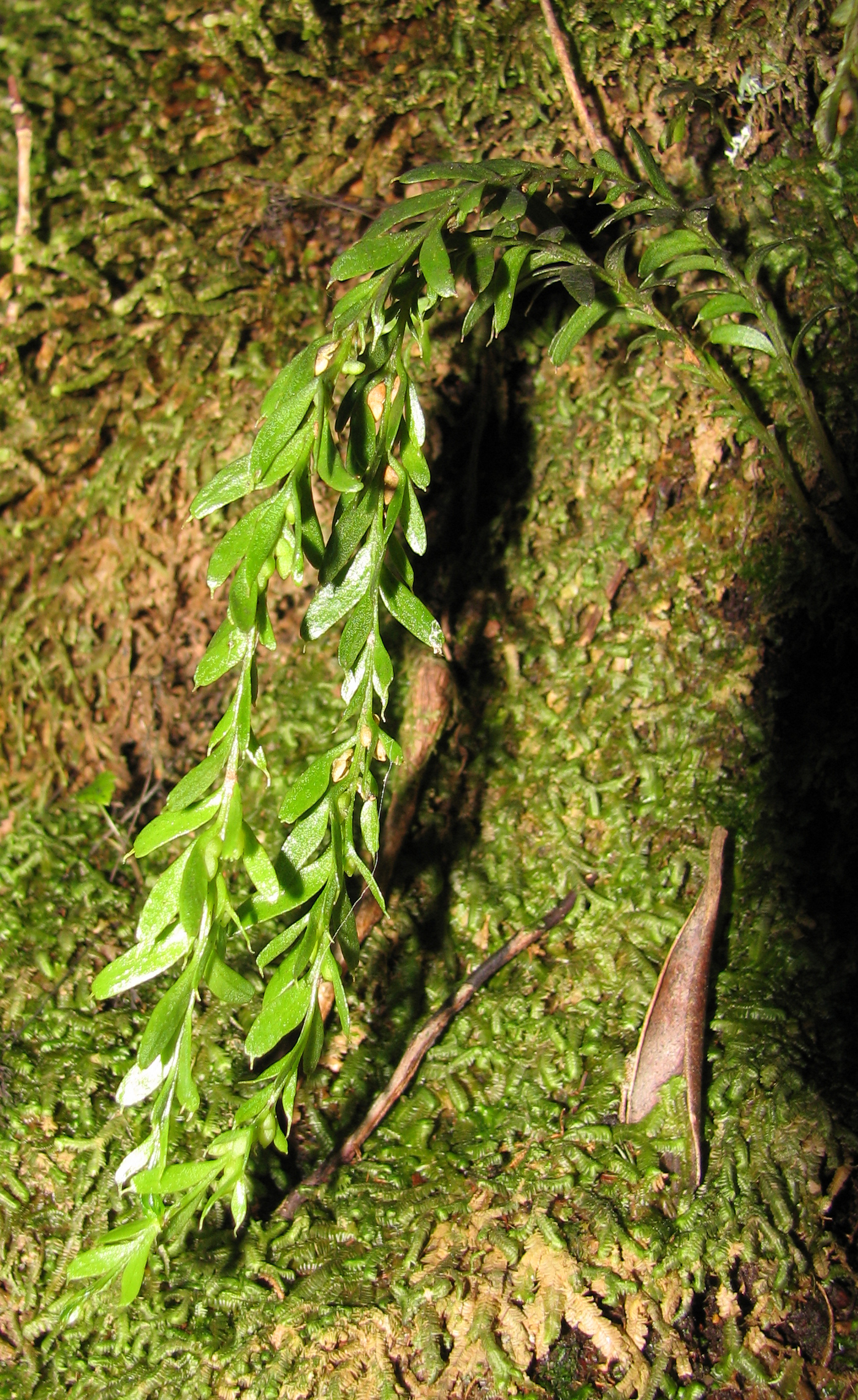
Tmesipteris, una Psilotaceae.

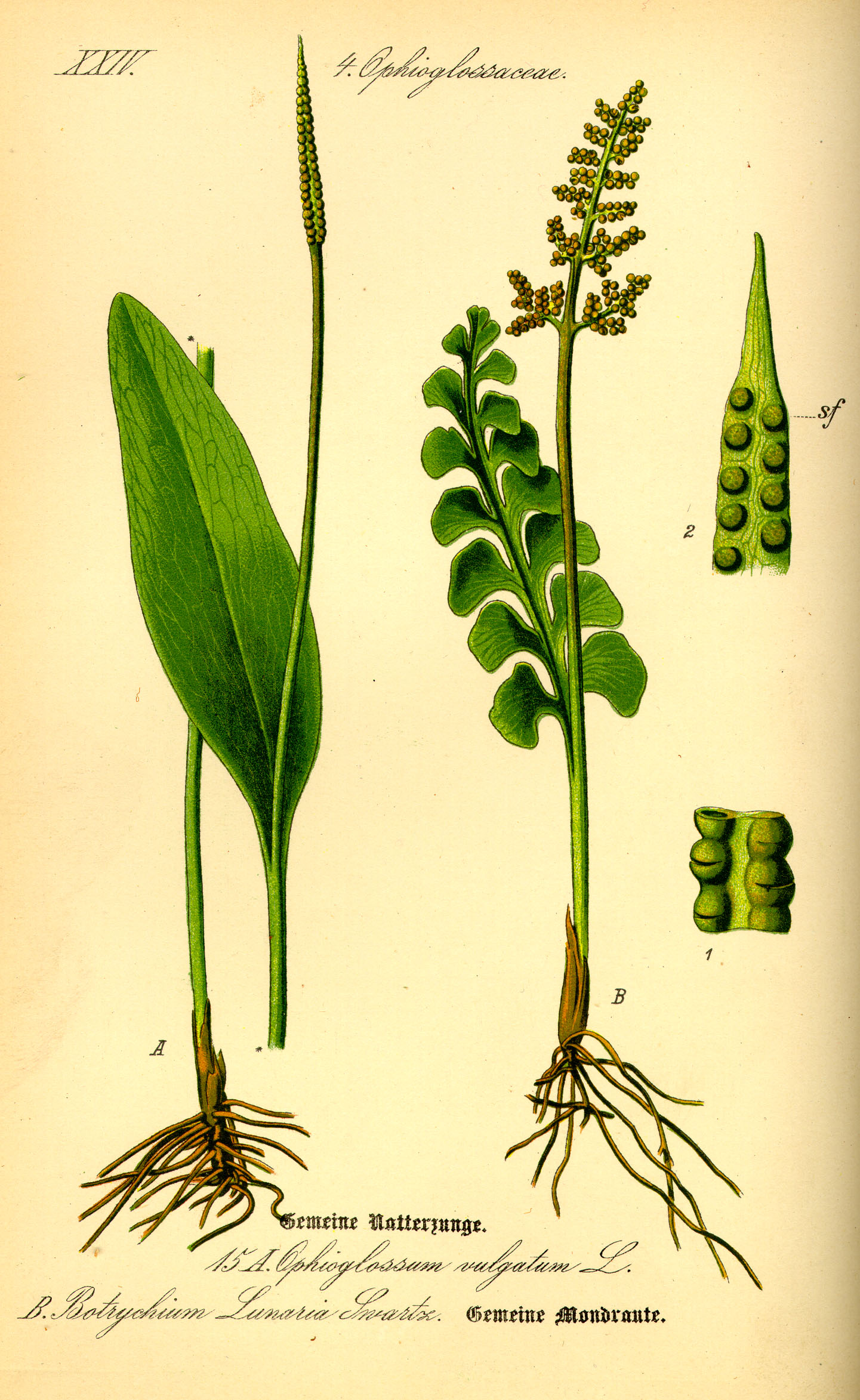
Tipos de frondas y de esporóforos en Ophioglossaceae.

Ophioglossidae o Psilotopsida reúne a ofioglossales y psilotales. Anteriormente no fueron considerados un grupo debido a sus diferencias morfológicas, pues se creyó que Psilotum estaba relacionado con pteridofitas primitivas sin hojas como las riniofitas. Hoy se considera que Psilotum redujo evolutivamente sus frondas a escamas al haberse asociado con hongos.
Este clado se caracteriza por incluir plantas pequeñas, con reducción del sistema radicular, las raíces no presentan pelos radicales o están ausentes y el esporóforo se sitúa junto a la cara adaxial (haz) de la fronda. Embrión exoscópico y el gametófito subterráneo, axial, no fotosintético y en simbiosis micorriza (con hongos). El genoma es muy grande, inusual para las plantas terrestres. La antigüedad del grupo se calcula en casi 300 millones de años.

### Los helechos verdaderos

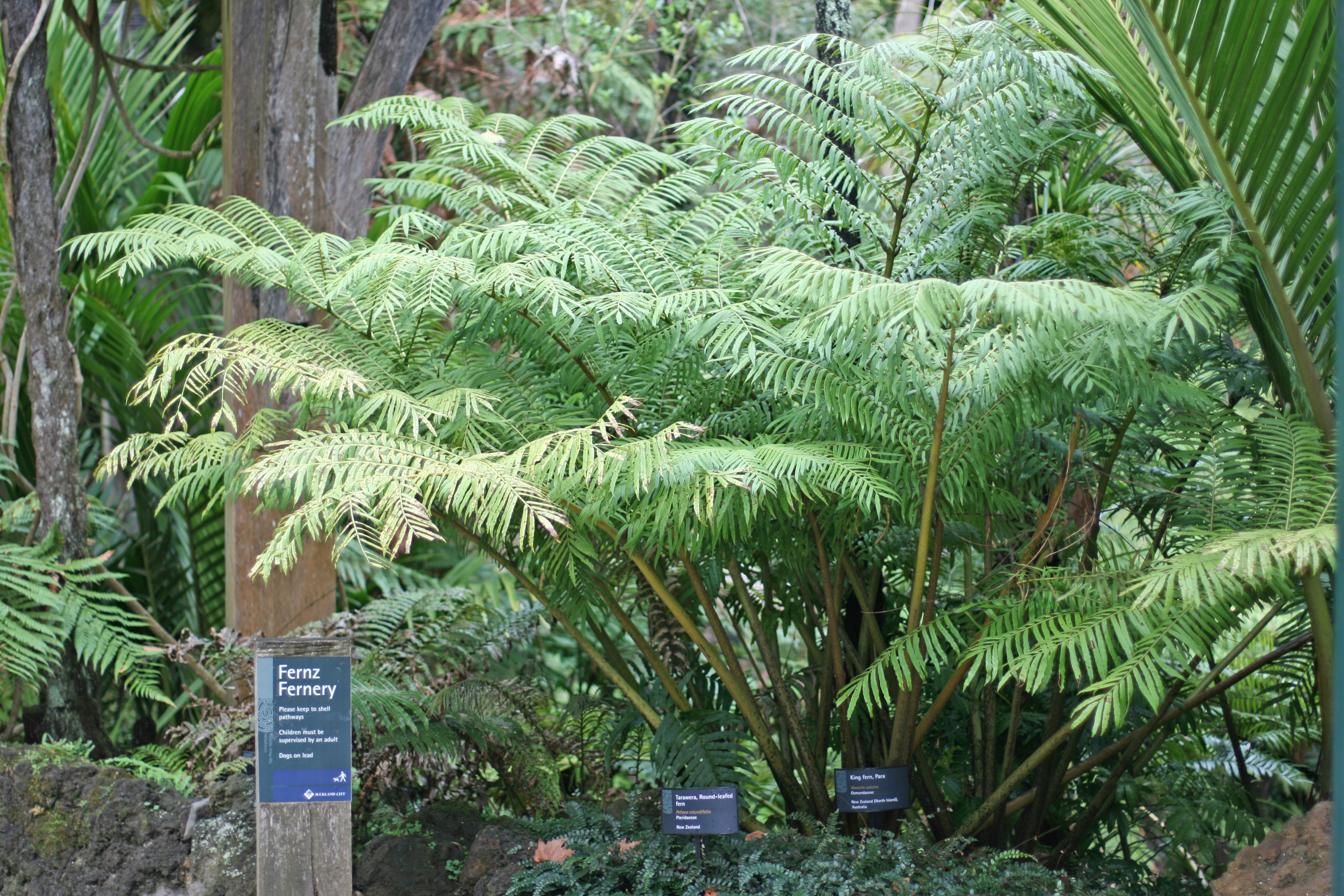
Marattia de gran porte.

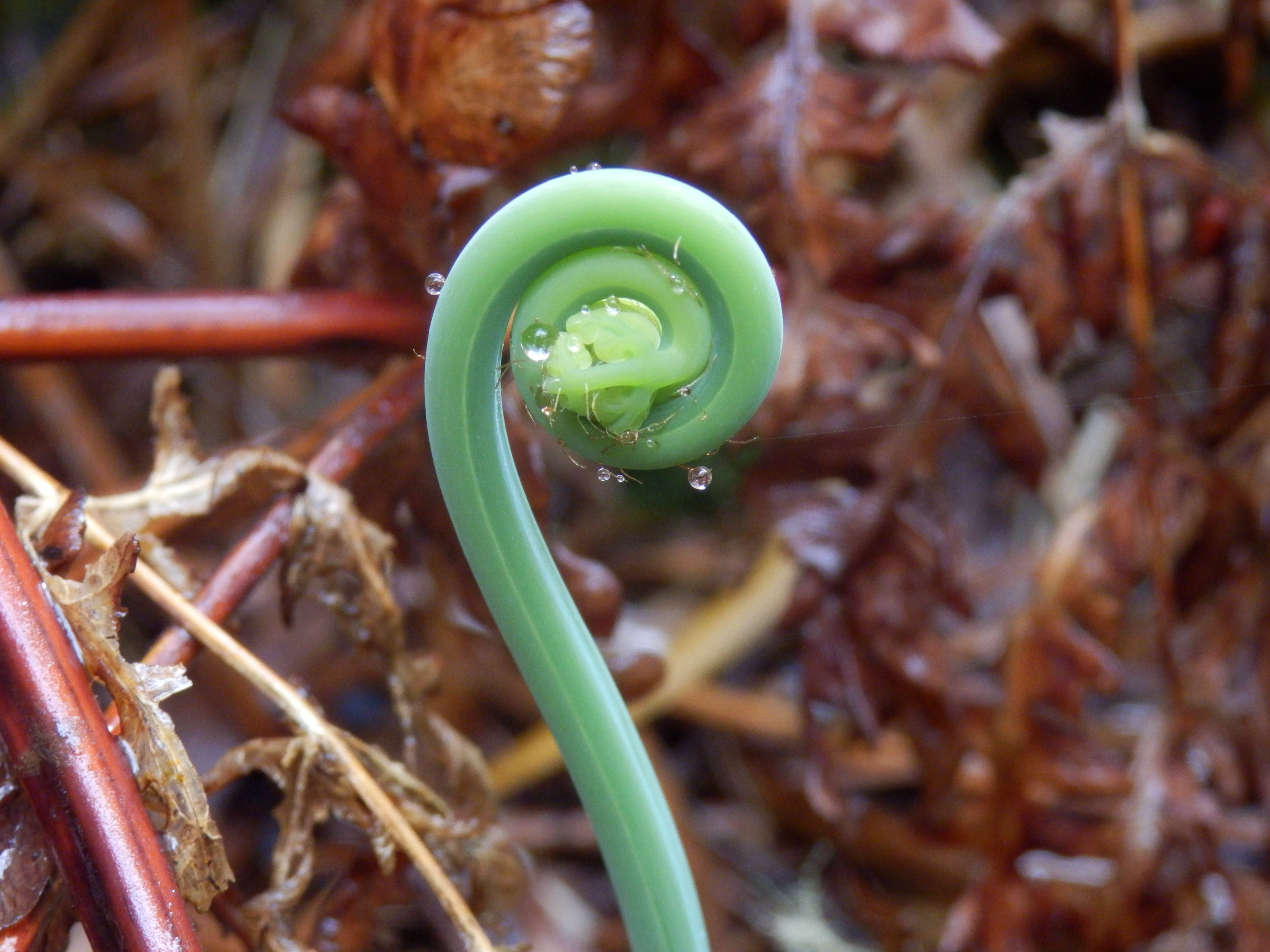
El brote de fronda en los helechos verdaderos tiene forma de cabeza de violín (vernación circinada).

Usualmente, se denominan helechos verdaderos a las maratiáceas y a los helechos leptosporangiados (Polipodiidae). Son notables las características que los diferencian de los demás helechos, como la típica fronda compuesta usualmente bipinnada y la vernación circinada (primordio foliar enrollado). Presentan frondas fértiles (esporófilos) que contienen los soros (esporangios) situados debajo (al envés) y hay escamas. El tipo de haz vascular de las hojas es anficribal o perifloemático, es decir, el haz es concéntrico y el floema rodea al xilema. El gametófito o prótalo es verde (fotosintético) y está sobre el suelo. La antigüedad de este clado se calcula en más de 300 millones de años.

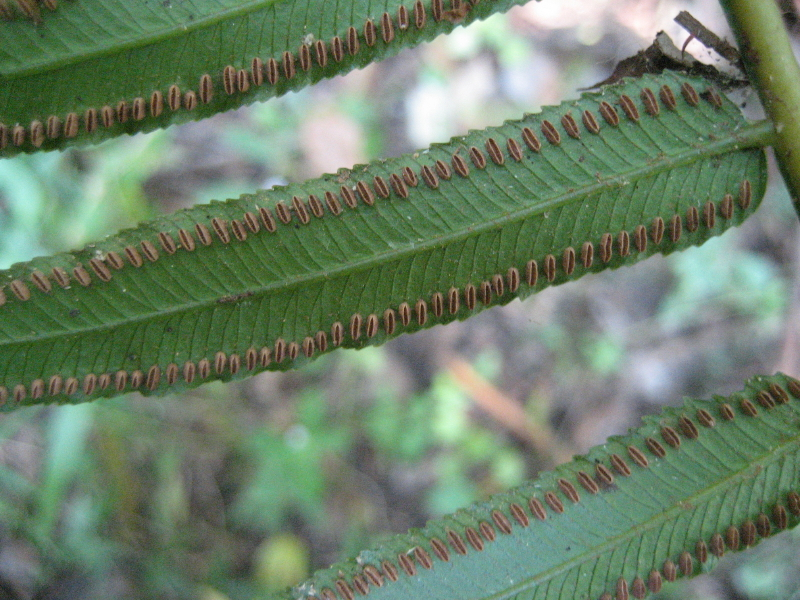
Soros en la cara abaxial de una Marattia.

Las maratiáceas y a los helechos leptosporangiados, a pesar de sus evidentes similitudes, no han sido considerados un grupo formal y los helechos verdaderos así descritos no han poseído un nombre científico o taxón, salvo en ocasiones en que se han denominado Pteridophyta o Filicophyta (separado de Ophioglossophyta). Esto se debe a dos razonesː En primer lugar, las clasificaciones históricas le dieron valor taxonómico al desarrollo del esporangio (leptosporangio y eusporangio), por lo que se estableció así una relación entre maratiales y ofioglosales. En segundo lugar, los análisis filogenéticos moleculares han sido contradictorios, obteniéndose diversos resultados, en donde los equisetos aparecían a veces relacionados con Marattiales y/o Polypodiidae o con Ophioglossidae, lo que provocó que el taxón Filicopsida dejara de usarse en los últimos sistemas taxonómicos. Sin embargo, los análisis más completos y recientes que se basan en la genética plastidial, nuclear y mitocondrial han respaldado la unidad de los helechos, por lo que es probable que en el futuro se le asigne un taxón (probablemente clase o subclase) al clado de los helechos y al subclado de los helechos verdaderos.

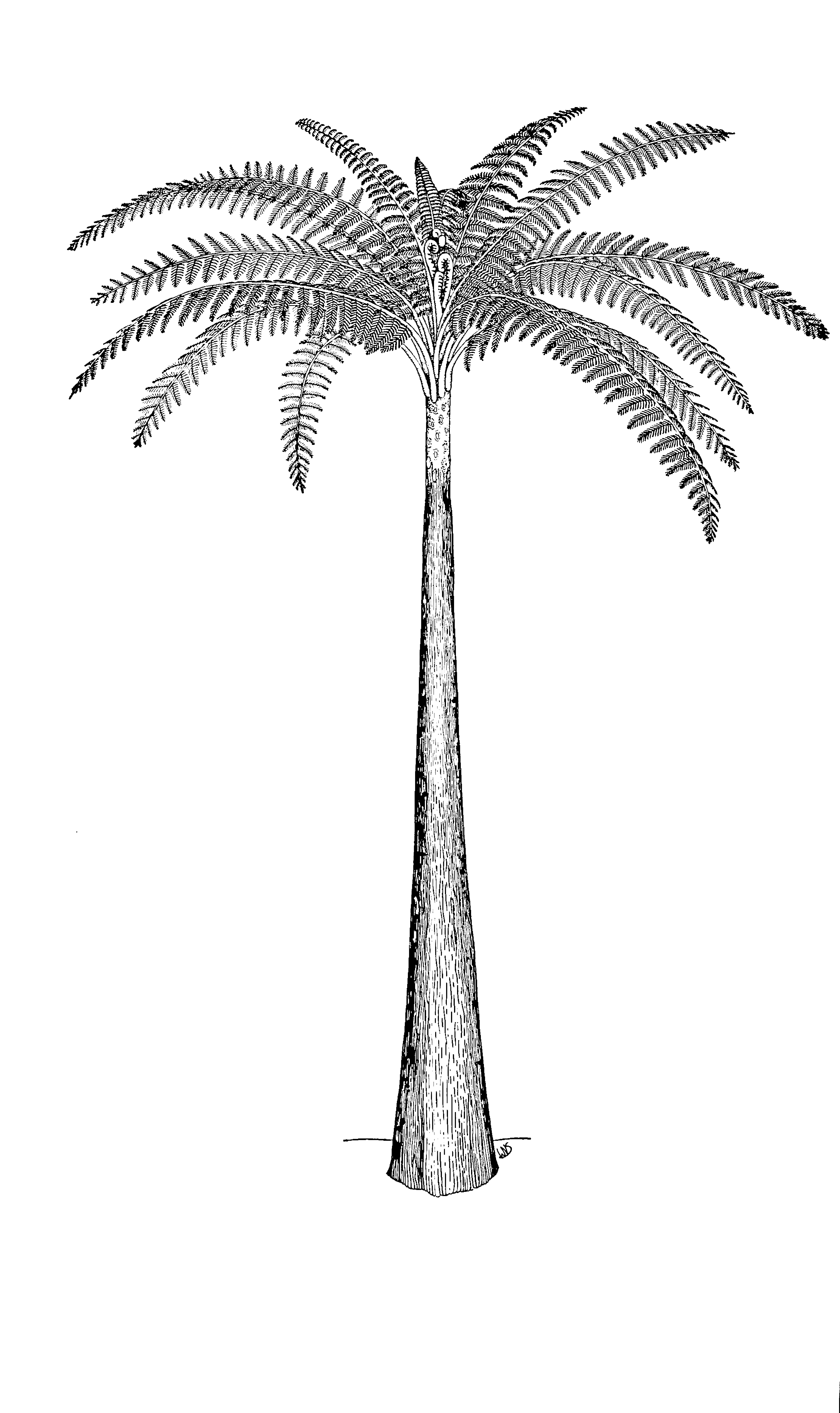
Reconstrucción de Psaronius, árbol del grupo Marattiales del Carbonífero.

### Grupos extintos
Establecer la filogenia de grupos extintos es difícil y especulativa. Sin embargo, algunos autores han intentado establecer estas relaciones:
|  | Stauropteridales †                                                   |
|  |                                                                      |
|  | \| \| Rhacophytales † \| \| \| \| \| \| Zygopteridales † \| \| \| \| |
|  |                                                                      |
|  | Rhacophytales †                                                      |
|  |                                                                      |
|  | Zygopteridales †                                                     |
|  |                                                                      |

|  | Rhacophytales †  |
|  |                  |
|  | Zygopteridales † |
|  |                  |

|  | Stauropteridales †                                                   |
|  |                                                                      |
|  | \| \| Rhacophytales † \| \| \| \| \| \| Zygopteridales † \| \| \| \| |
|  |                                                                      |
|  | Rhacophytales †                                                      |
|  |                                                                      |
|  | Zygopteridales †                                                     |
|  |                                                                      |

|  | Rhacophytales †  |
|  |                  |
|  | Zygopteridales † |
|  |                  |

|  | Stauropteridales †                                                   |
|  |                                                                      |
|  | \| \| Rhacophytales † \| \| \| \| \| \| Zygopteridales † \| \| \| \| |
|  |                                                                      |
|  | Rhacophytales †                                                      |
|  |                                                                      |
|  | Zygopteridales †                                                     |
|  |                                                                      |

|  | Rhacophytales †  |
|  |                  |
|  | Zygopteridales † |
|  |                  |

|  | Stauropteridales †                                                   |
|  |                                                                      |
|  | \| \| Rhacophytales † \| \| \| \| \| \| Zygopteridales † \| \| \| \| |
|  |                                                                      |
|  | Rhacophytales †                                                      |
|  |                                                                      |
|  | Zygopteridales †                                                     |
|  |                                                                      |

|  | Rhacophytales †  |
|  |                  |
|  | Zygopteridales † |
|  |                  |

|  | Stauropteridales †                                                   |
|  |                                                                      |
|  | \| \| Rhacophytales † \| \| \| \| \| \| Zygopteridales † \| \| \| \| |
|  |                                                                      |
|  | Rhacophytales †                                                      |
|  |                                                                      |
|  | Zygopteridales †                                                     |
|  |                                                                      |

|  | Rhacophytales †  |
|  |                  |
|  | Zygopteridales † |
|  |                  |

|  | Stauropteridales †                                                   |
|  |                                                                      |
|  | \| \| Rhacophytales † \| \| \| \| \| \| Zygopteridales † \| \| \| \| |
|  |                                                                      |
|  | Rhacophytales †                                                      |
|  |                                                                      |
|  | Zygopteridales †                                                     |
|  |                                                                      |

|  | Rhacophytales †  |
|  |                  |
|  | Zygopteridales † |
|  |                  |

|  | Stauropteridales †                                                   |
|  |                                                                      |
|  | \| \| Rhacophytales † \| \| \| \| \| \| Zygopteridales † \| \| \| \| |
|  |                                                                      |
|  | Rhacophytales †                                                      |
|  |                                                                      |
|  | Zygopteridales †                                                     |
|  |                                                                      |

|  | Rhacophytales †  |
|  |                  |
|  | Zygopteridales † |
|  |                  |

|  | Stauropteridales †                                                   |
|  |                                                                      |
|  | \| \| Rhacophytales † \| \| \| \| \| \| Zygopteridales † \| \| \| \| |
|  |                                                                      |
|  | Rhacophytales †                                                      |
|  |                                                                      |
|  | Zygopteridales †                                                     |
|  |                                                                      |

|  | Rhacophytales †  |
|  |                  |
|  | Zygopteridales † |
|  |                  |

### Otras consideraciones
Estudios filogenéticos anteriores consideraron a los helechos como un grupo parafilético, tal como se presenta a Monilophyta en el cuadro a continuación:
|  |

Para una discusión acerca de la filogenia de estos grupos ver la parte de sistemática en Pteridophyta. Para una descripción básica de la morfología de los helechos ver Pteridophyta. La monofilia de este grupo es discutida: Véase también el sistema de clasificación de monilophytas de Smith 2006).
Las filicopsidas  se pueden definir como pteridofitas con esporófito con: cilindro vascular derivado de la sifonostela, megafilos, esporofilia (esporangios siempre en las hojas), y esporangios ubicados en el margen o en la cara abaxial de los megafilos. Si estamos definiendo a las Filicopsida sensu Engler, o a las Pterophyta/Pteropsida sensu Bold & al., los esporangios pueden ser eusporangios o leptosporangios. Si estamos definiendo a las Filicopsida sensu Bold & al., a este taxón corresponden solo las pterophytas con leptosporangios.
La mayoría son terrestres, saxícolas (que viven en las piedras) o epífitas, pero también las hay palustres (continentales y litorales) y acuáticas.

## Sinonimia
Hay varios términos equivalentes que definen a los helechos, históricamente se clasificaron dentro de Pteridophyta. El término más usado es Filicopsida, que filogenéticamente son el grupo más moderno dentro de las pteridofitas. En el sistema de clasificación de Engler, tanto los helechos con megafilos eusporangiados como los leptosporangiados entran dentro de este taxón. En el sistema aceptado por Bold & al. (1989), solo los helechos con megafilos leptosporangiados (Polypodiidae) pertenecen al taxón Filicopsida, y los helechos con megafilos eusporangiados junto con los leptosporangiados pertenecen a la división Pterophyta (que por lo tanto es sinónimo de Filicopsida sensu Engler). A veces a las pterophytas no se les da el rango de división sino el de clase, al referirse a las filicópsidas es imprescindible aclarar según qué sistema de clasificación se las está definiendo.
En el siglo XVIII se consideraba a los helechos en la familia Filices (Linneo 1751, Adanson 1763) y se los colocó dentro de las plantas "acotiledóneas" (Jussieu 1774). En el siglo XIX se usó los términos Filicoideae (Lindley 1846), Filices (Haeckel 1866), clase Filicinae que junto a Equisetinae y
Lycopodinae formaban la división Pteridophyta (Eichler 1883, Engler 1886). En el siglo XX hay varios nombres: Pteridophyta (Bessey 1907), clase Filicopsida (Engler 1924), Filicinae (Wettstein 1924), Pterophyta (Smith 1955, Bold 1957), Polypodiophyta (Cronquist et al 1966), Filicatae (Kubitzki et al. 1990-), Filicinophyta (Margulis et al 1998) y nombres menos usados como Filicophyta, Filicinlophyta, Filicophytina, y las clases Polypodiopsida y Pteropsida.
En este siglo, a la luz de los análisis filogenéticos moleculares contradictorios, se ha preferido no asignarles ningún taxón a los helechos, ni tampoco a los helechos verdaderos. Sin embargo, APWeb (2015) hace alusión al clado ((Psilotales + Ophioglossales) (Marattiopsida + Polypodiopsida)).

## Clasificación
Históricamente se clasifican en diversos grupos:

### Sensu Engler
Las clasificaciones tradicionales más antiguas como la de Engler habían agrupado a todos los "helechos" en el mismo clado, siendo Filicopsida la clase en que se agrupaban los "helechos con megafilos", hoy conocidos como los clados Polypodiopsida, Marattiopsida y Ophioglossaceae. Dentro de "Filicopsida" (sensu Engler), Engler se había dado cuenta de que los helechos eusporangiados eran más primitivos, y probablemente no estaban relacionados entre sí, por lo que las Ophioglossaceae y las Marattiaceae estaban ubicadas en su propia subclase. Con respecto a los leptosporangiados, no los concibió como un clado, dejando en su propia subclase a los leptosporangios más modificados: así las Osmundaceae (con su leptosporangio primitivo con anillo lateral), las Marsileaceae y las Salviniaceae tenían sus propias subclases. Tampoco relacionó a los helechos heterosporados Marsileaceae y Salviniaceae como hermanos, ya que sus esporocarpos parecían tener orígenes diferentes, y supuso que sus parecidos eran una convergencia debido a la transición al hábito acuático, más que el resultado de descender de un antecesor común (para una interesante discusión acerca de las homologías en el esporocarpo de marsileáceas y salviniáceas ver Salviniales, clado donde hoy en día se agrupa a las dos familias).
En resumen, la clasificación sensu Engler es la siguiente:
Clasificación Taxonómica
. TAXONOMÍA Y MORFOLOGÍA
Los helechos son plantas sin flores ni semillas, pertenecientes al grupo de las Pteridofitas. Se reproducen mediante esporas, las cuales necesitan la presencia de agua para completar su ciclo biológico.
Los helechos son notables por:
•Sus hojas (frondes).
•Su tallo subterráneo (rizomatoso).
•Su reproducción particular.
•Sus numerosos géneros y especies. 
- Reino Plantae
  - División Embryophyta asiphonogama (parafilético)
    - Subdivisión Pteridophyta (parafilético)
      - Clase "Filicopsida" (sensu Engler) (equivalente a Polypodiopsida sensu Smith et al. + Ophioglossaceae + Marattiopsida), dividida en las subclases:
        - Marattidae (monofilético, equivalente a Marattiopsida sensu Smith et al.)
        - Ophioglossidae (monofilético, equivalente a Ophioglossaceae sensu Smith et al.)
        - Osmundidae (monofilético, equivalente a Osmundales sensu Smith et al.)
        - Filicidae (parafilético con respecto a los heterosporados, equivalente al clado dentro de Polypodiopsida sensu Smith et al. que queda si se dejan afuera a las osmundáceas, que queda parafilético cuando se sacan también los heterosporados)
        - Marsileidae (monofilético, equivalente a Marsileaceae sensu Smith et al.)
        - Salviniidae (monofilético, equivalente a Salviniaceae sensu Smith et al.)

Pterophyta (Pteropsida si clase)
- división Pterophyta, dividida en las clases:
  - Ophioglossopsida
  - Marattiopsida
  - Filicopsida (como equivalente a Polipodiidae)

## El esporófito de las filicopsidas
Es un cormo sin crecimiento secundario, con raíces adventicias, sifonostela, megafilos, esporangios en margen o cara abaxial de megafilos. La prefoliación es circinada, característica de los helechos  (si en el sistema de clasificación de Engler, con excepción de la subclase Ophioglossidae, donde la prefoliación es plegada con estípulas formando vaina).
Los leptosporangios pueden tener apertura por estomio apical (Osmundaceae), por anillo funcional (Filicidae), o pueden no tener partes de la pared especializadas en la apertura (Marsileaceae, Salviniales).

## La reproducción en las filicopsidas

Ciclo de vida de los helechos verdaderos, graficando la alternancia de generaciones entre el esporófito y el gametófito.

Normalmente los helechos tienen megafilos que pueden ser:
- Trofoesporofilos temporales (hojas que en una época del año son trofofilos —hojas que hacen fotosíntesis— y en otra son esporofilos —-hojas que portan esporangios—). Ejemplos encontramos en Marattidae, algunos órdenes de Filicidae.
- Trofoesporofilos sectoriales (hojas que en un sector son fotosintéticas y en otro sector son portadoras de esporangios). Ejemplos en Ophioglossidae, Osmundidae, algunos órdenes de Filicidae, los helechos acuáticos Marsileidae y Salviniidae.
- Esporofilos (hojas que en su totalidad cumplen la función de ser portadoras de esporangios). Ejemplos: algunas Osmundidae.

Las esporas pueden dar gametos masculinos y femeninos (esporófitos isosporados), o puede haber 2 morfos de esporas que darán diferentes sexos del gametófito (esporófitos heterosporados), en este caso se llaman megasporas (las que darán gametófito femenino con gametas femeninas) y micrósporas (las que darán gametófito masculino con gametas masculinas). Todos los subtaxones de Filicopsida son isosporados, salvo Marsileaceae y Salviniales, ambos taxones adaptados para la vida acuática o palustre, que son heterosporados.
Al microscopio se observan dos morfos de esporas, que pueden ser trilete o monolete, carácter utilizado en la determinación de las familias.

## Sistemática de Filicopsidas

### Sistema de Clasificación de Engler
A diferencia del otro sistema de clasificación, Engler reúne en las Filicopsidas tanto a los helechos eusporangiados como a los leptosporangiados. De esta forma Marattiaceae y Ophioglossidae entran dentro de este taxón.
El sistema de clasificación de Engler divide a las Filicopsidas en 7 subclases, una de representantes extinguidos:
1. Primofílices. Subclase de representantes extinguidos, con dos órdenes: Cladoxylales y Coenopteridales.
2. Ophioglossidae. Esporófitos isospóreos, eusporangiados. Trofoesporofilos sectoriales (en esta subclase las pinas fértiles se llaman espigas). Eusporangios en sinangios o soros en las últimas pinas del trofoesporofilo. Esporas trilete. Prefoliación plegada con estípulas formando vaina. Necesitan mucha agua para vivir. Raíces micorrícicas (que se asocian con hongos). Gametófito también micorrícico y tuberoso. Un orden: Ophioglossales, única familia: Ophioglossaceae.
3. Marattidae. Esporófitos isospóreos, eusporangiados. Trofoesporofilos temporales. Esporangios en sinangios o soros. Esporas trilete. Polistela. Prefoliación circinada. Estípulas aladas. Un orden: Marattiales, única familia: Marattiaceae.
4. Osmundidae. Esporófitos isospóreos. Leptosporangios con estomio apical y escudo (según algunos autores, su morfología es intermedia entre eusporangiados y leptosporangiados). Esporofilos o trofoesporofilos sectoriales. Prefoliación circinada. Esporas trilete. Orden Osmundales, única familia: Osmundaceae.
5. Filicidae. Esporófitos isospóreos. Leptosporangios con anillo funcional. Prefoliación circinada. Muchos órdenes y familias. Los comúnmente llamados "helechos".
6. Marsileidae. Esporófitos heterospóreos. Leptosporangios sin anillo o con anillo no funcional débilmente marcado en la parte apical. Leptosporangios encerrados en esporocarpos. Prefoliación circinada. Solo viven en terrenos de agua permanente. Un orden: Marsileales, única familia: Marsileaceae.
7. Salviniidae. Esporófitos heterospóreos. Leptosporangios sin anillo, en soros encerrados en esporocarpos. Prefoliación circinada. Plantas flotantes. Orden Salviniales, dos familias (a veces se ven como dos géneros de la misma familia): Salviniaceae, Azollaceae.

#### Galería

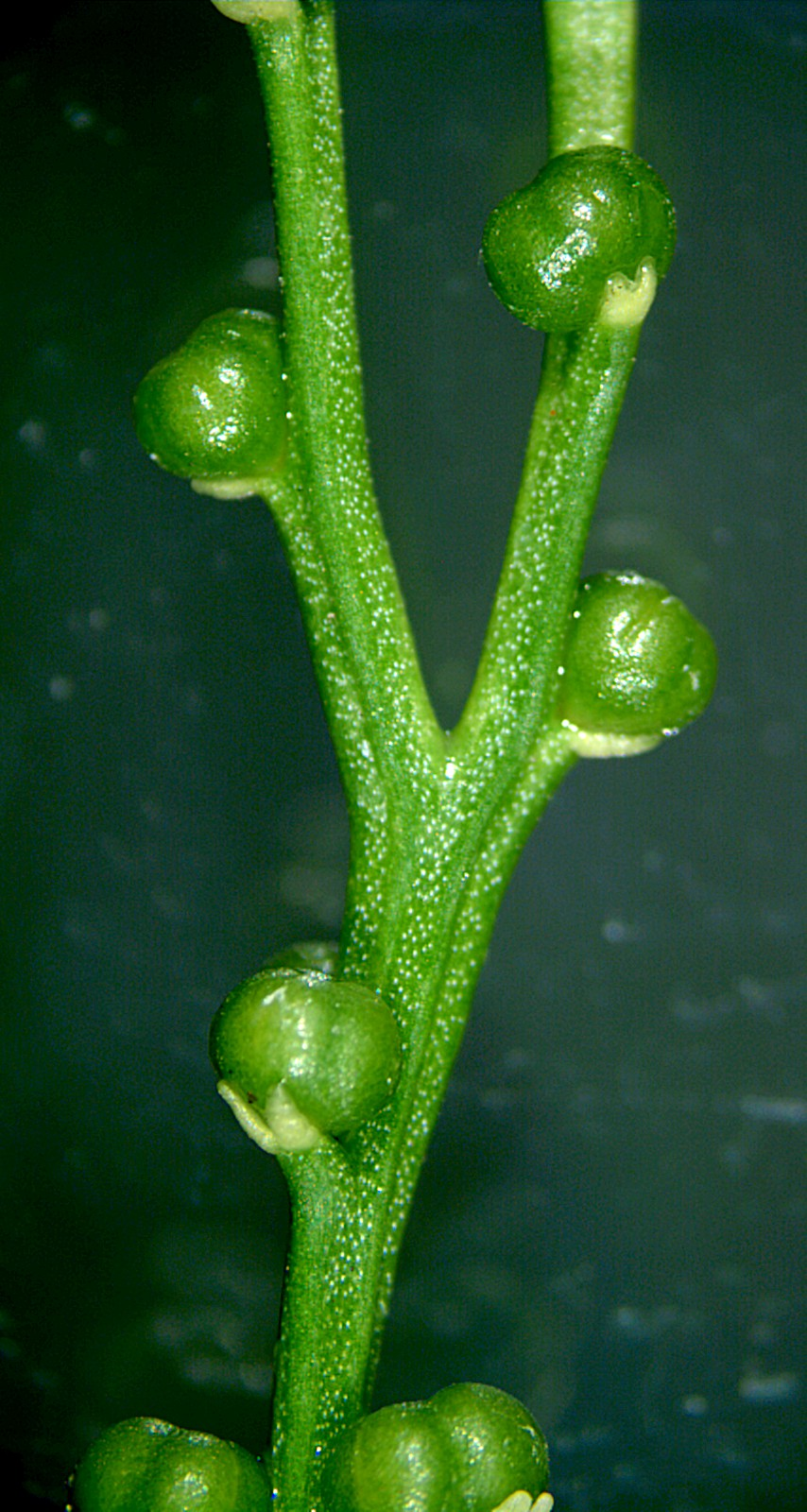
Psilotum
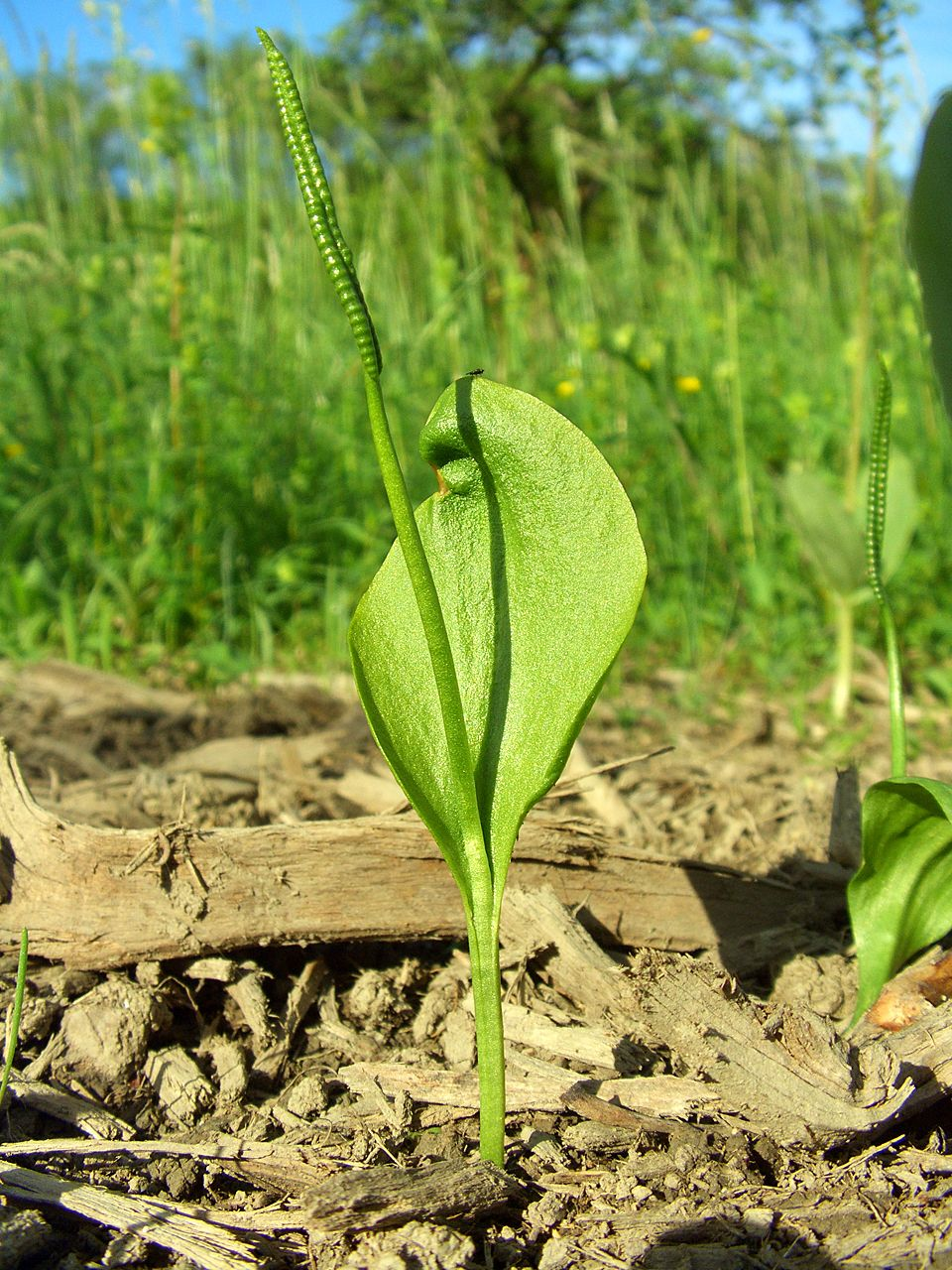
Ophioglossum
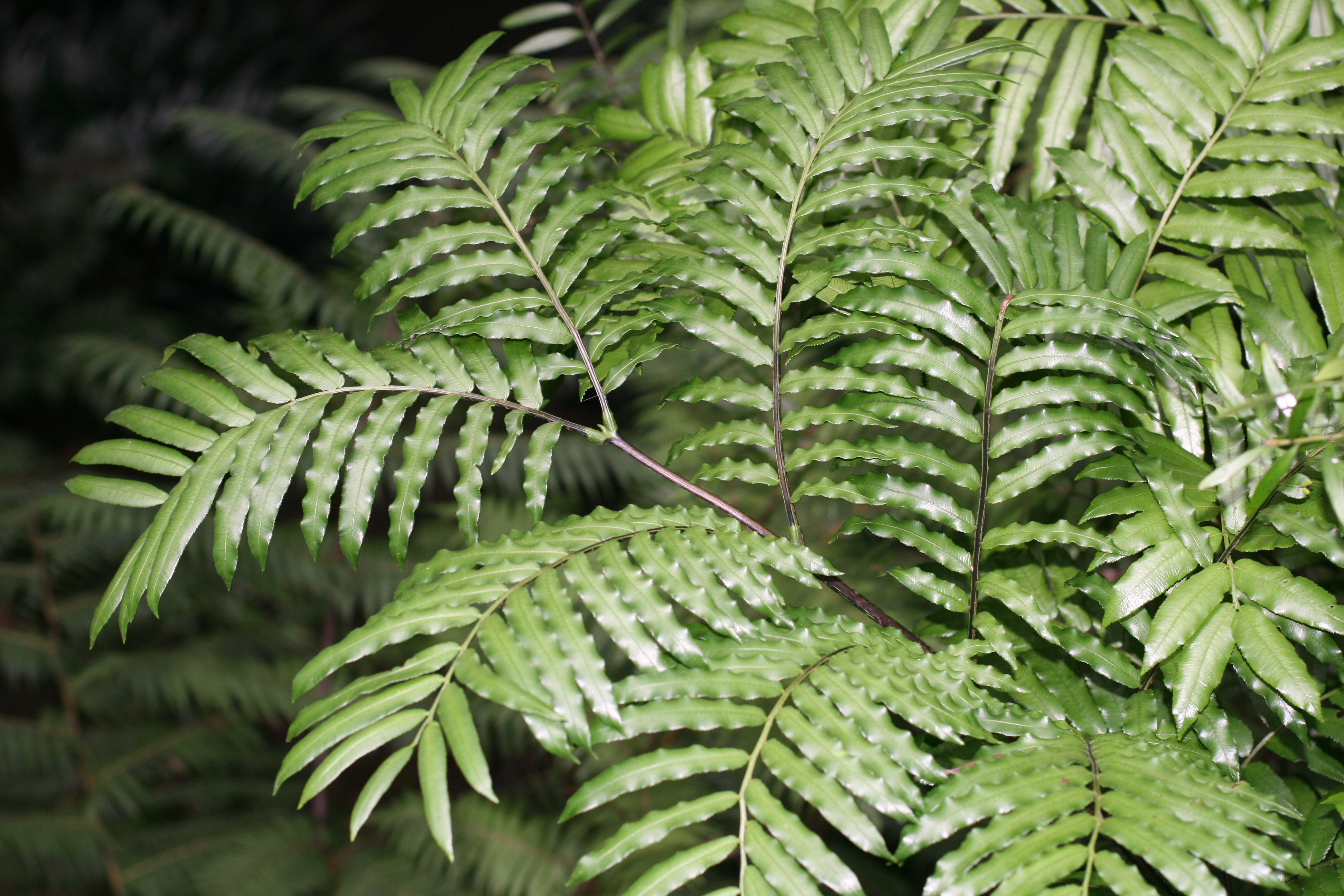
Marattia
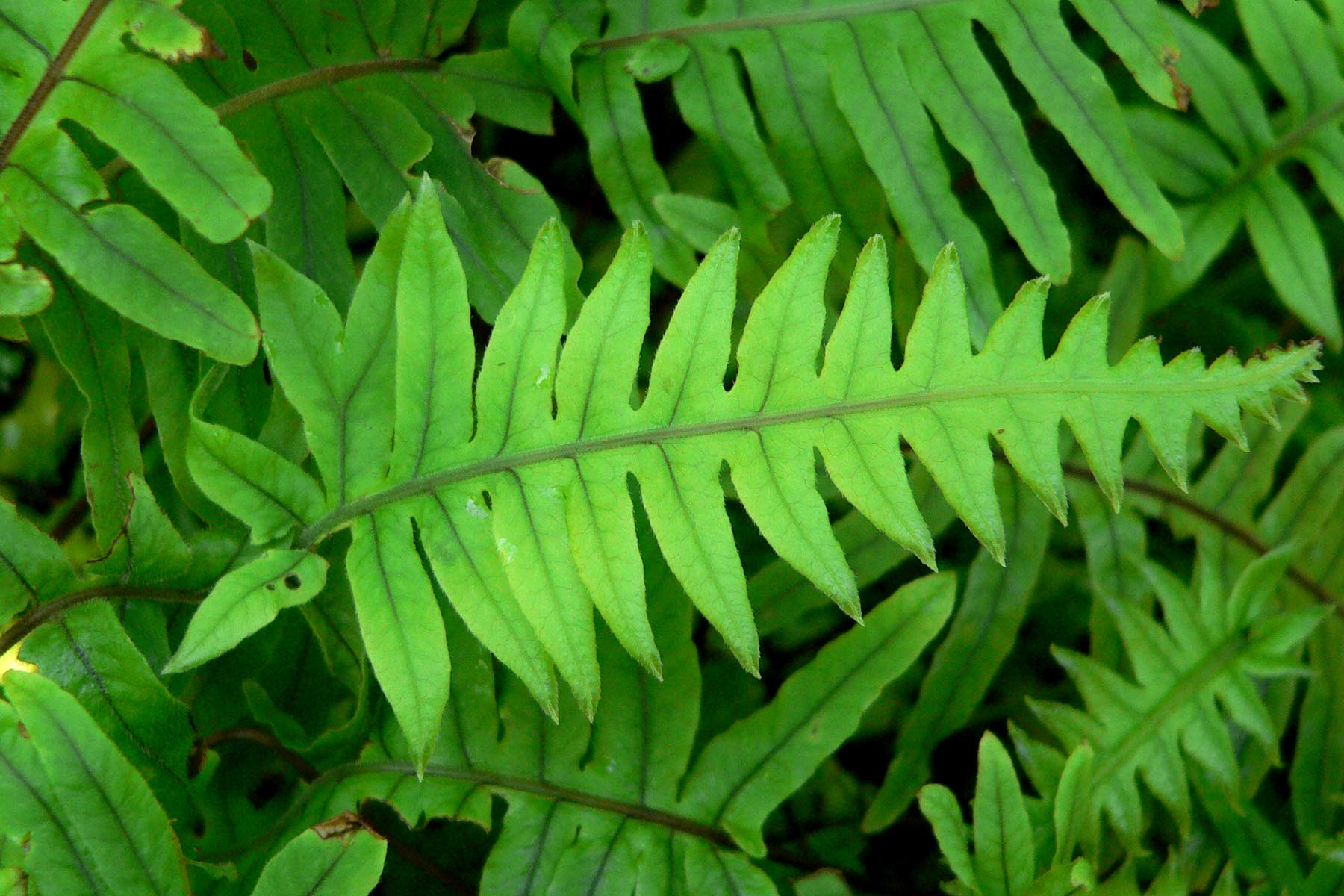
Polypodium
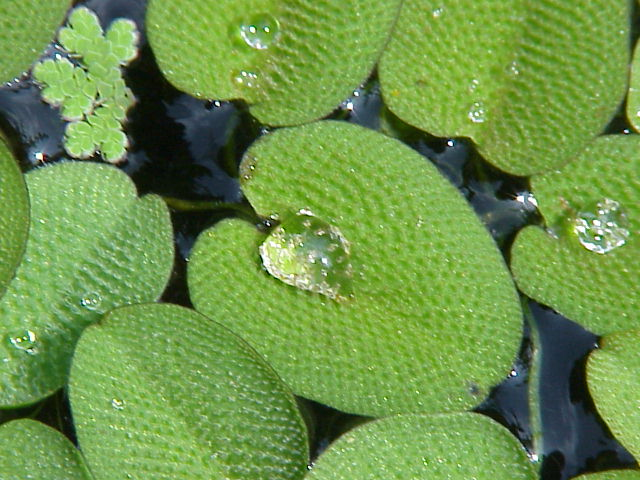
Salvinia
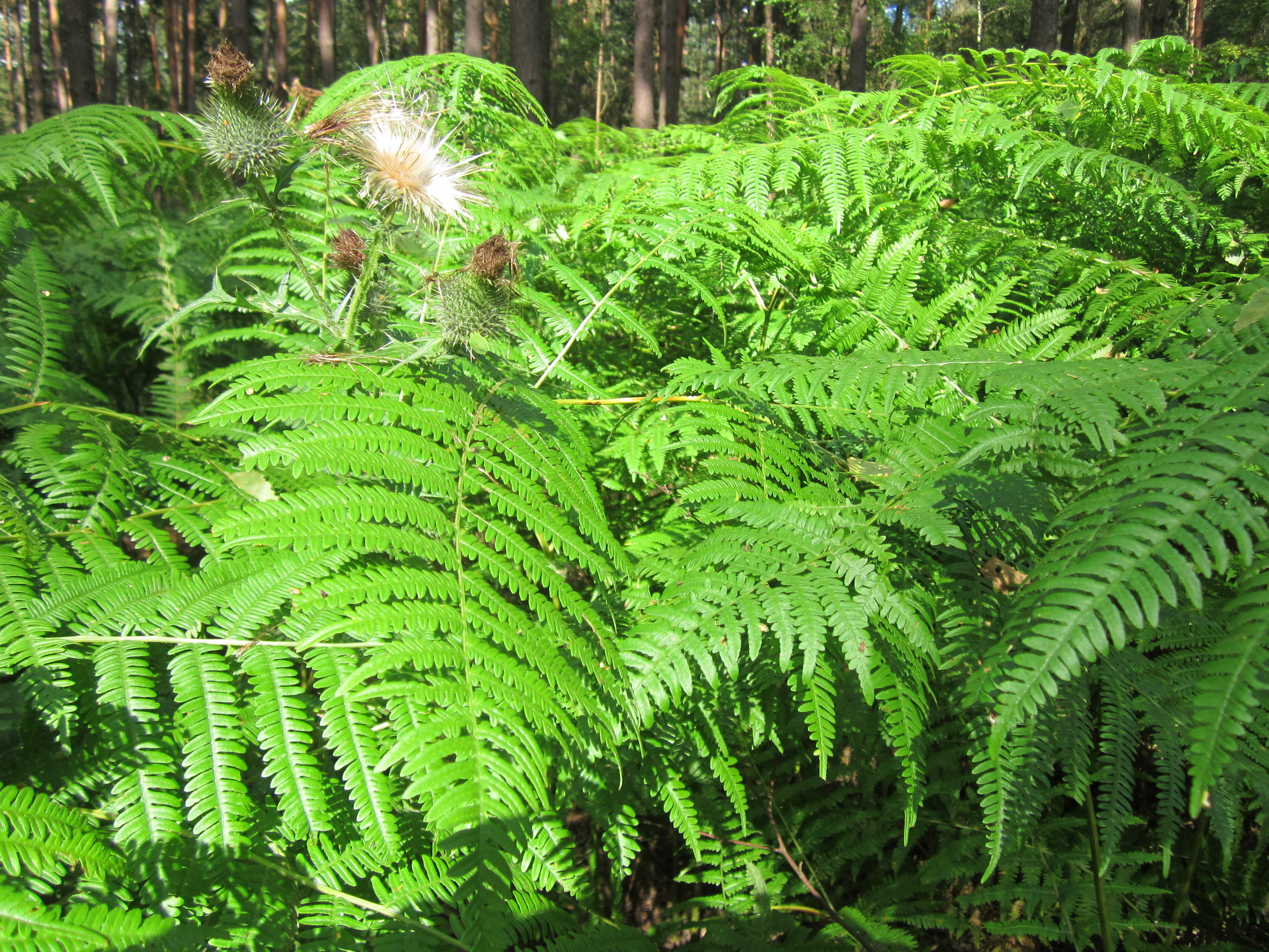
Osmunda
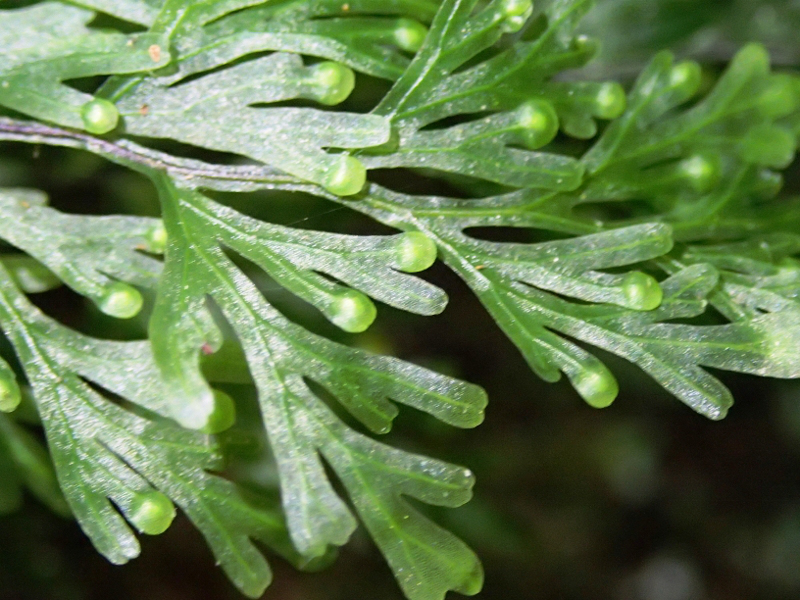
Hymenophyllum
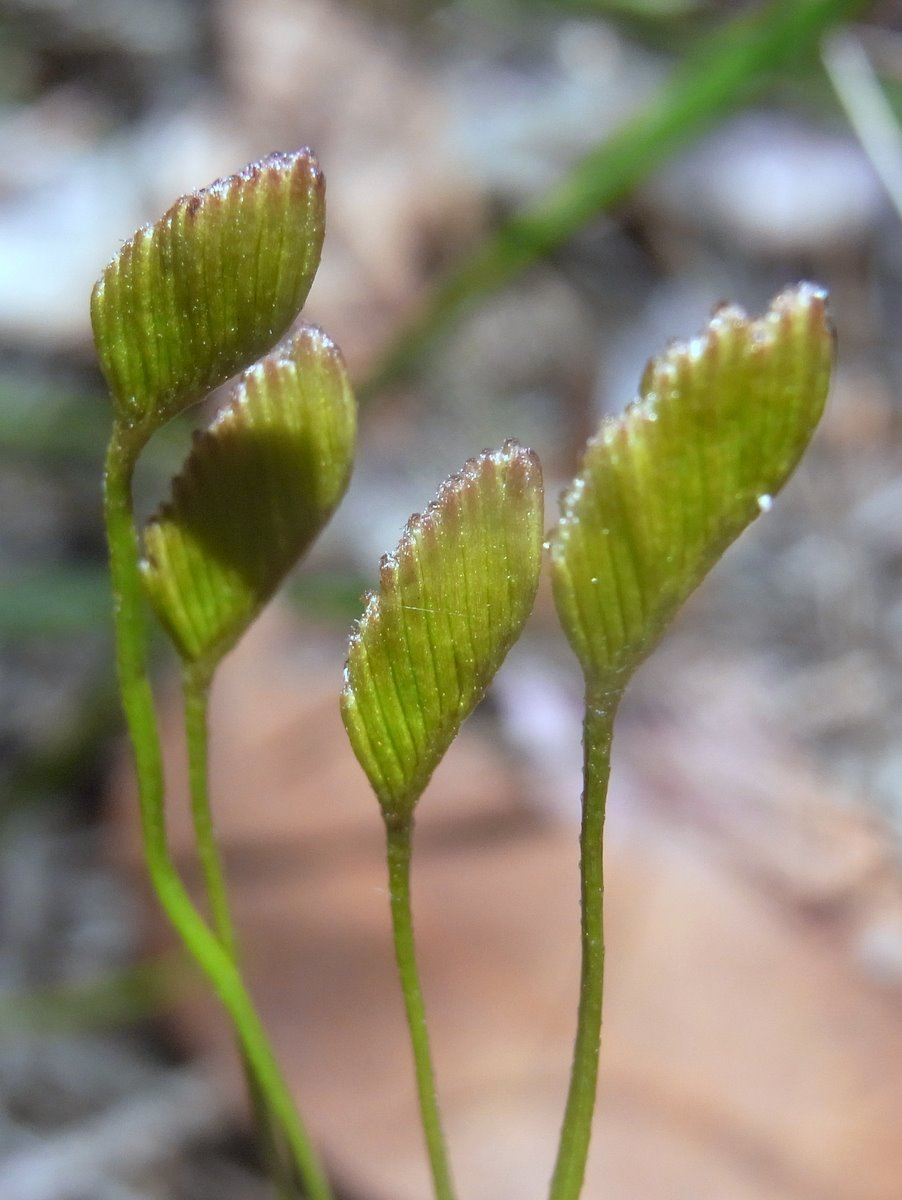
Schizaea
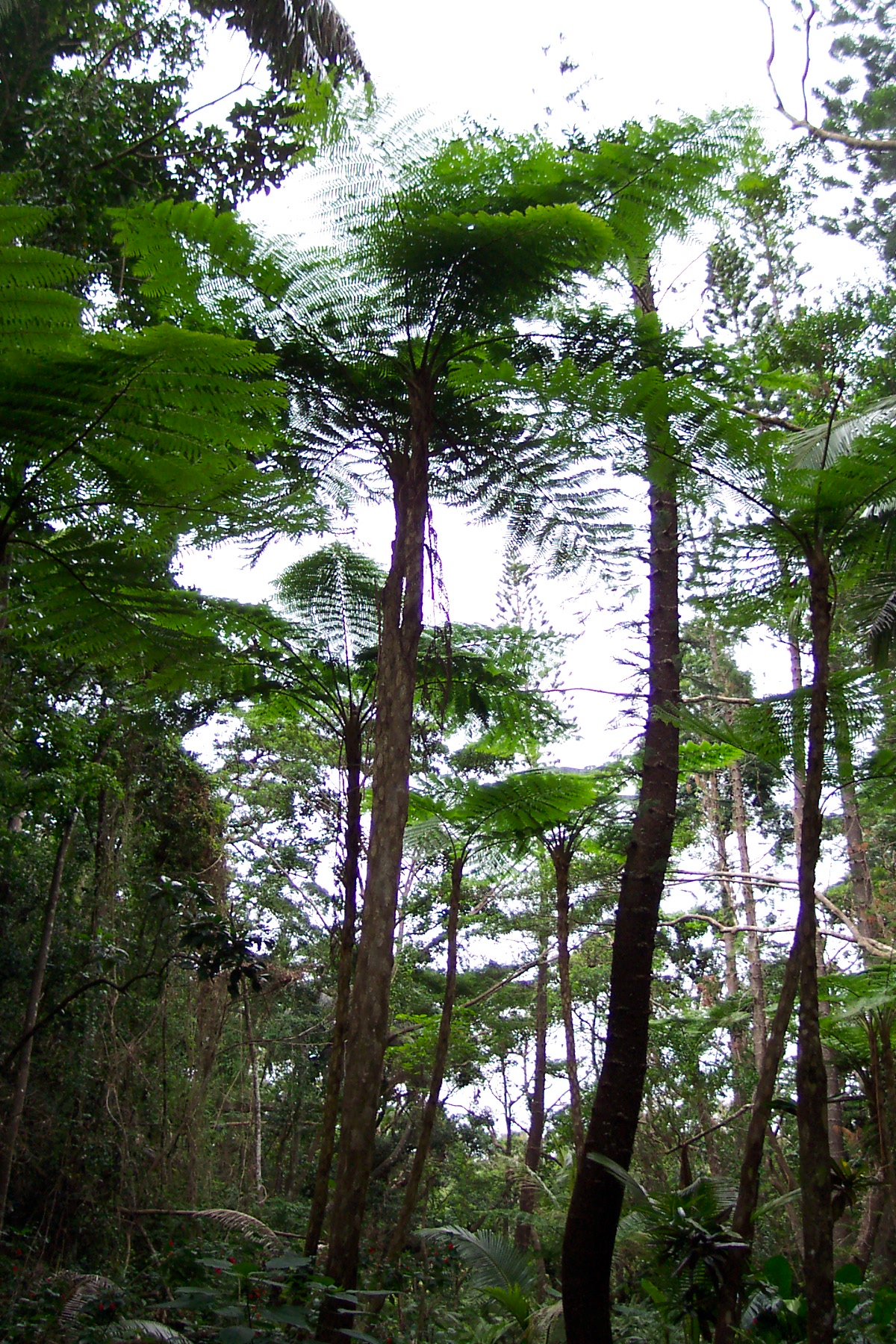
Helecho gigante en Nueva Caledonia (Cyatheaceae)
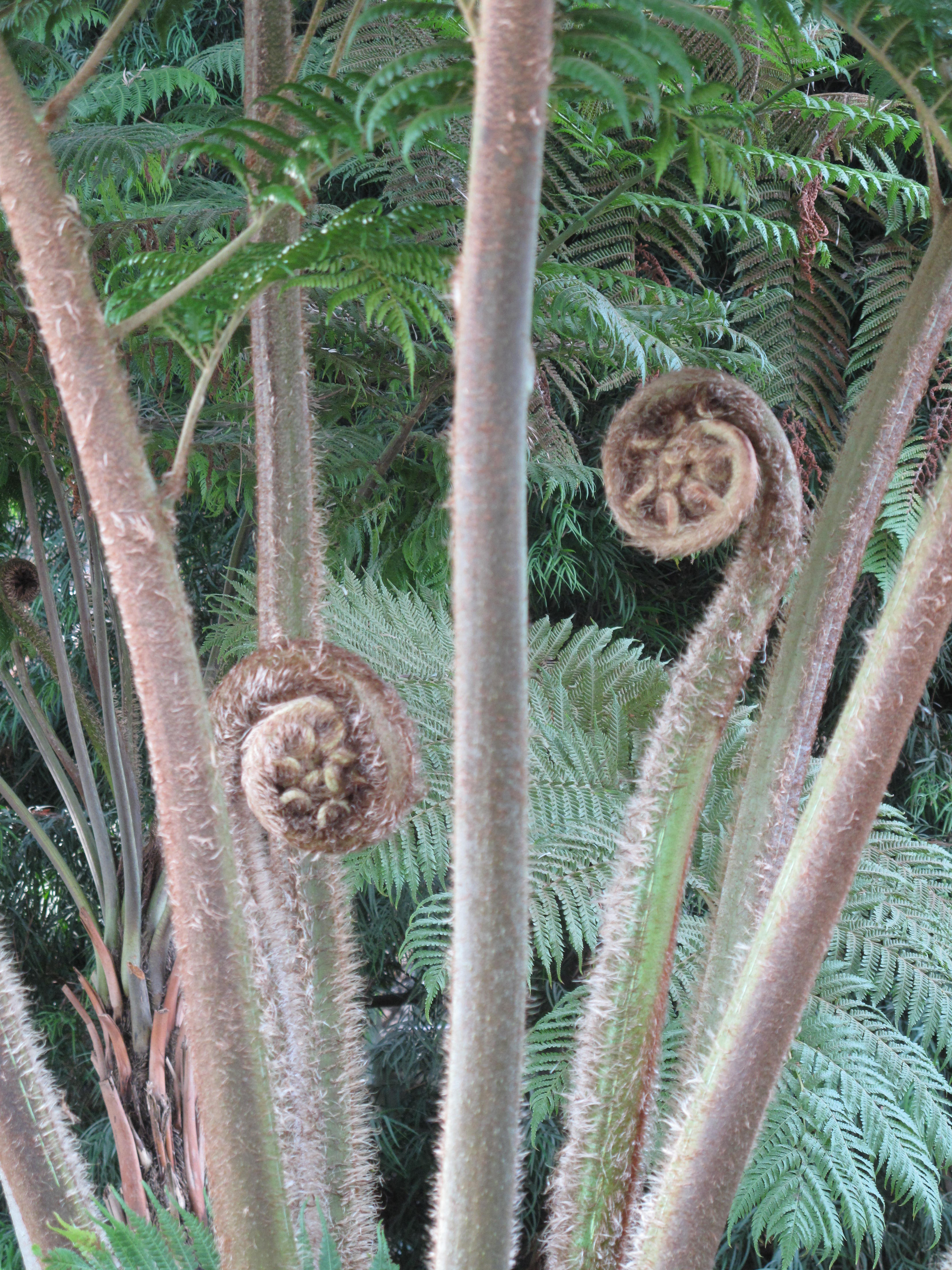
Brote de Cyathea
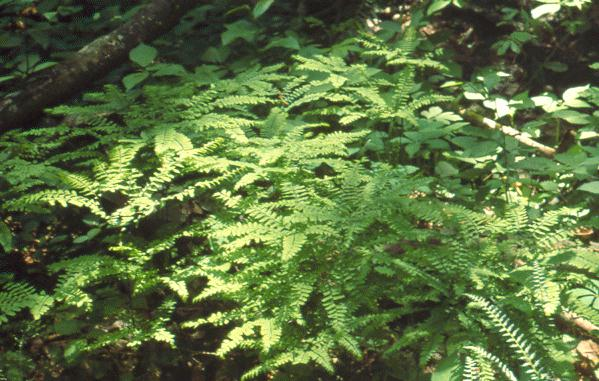
Adiantum pedatum
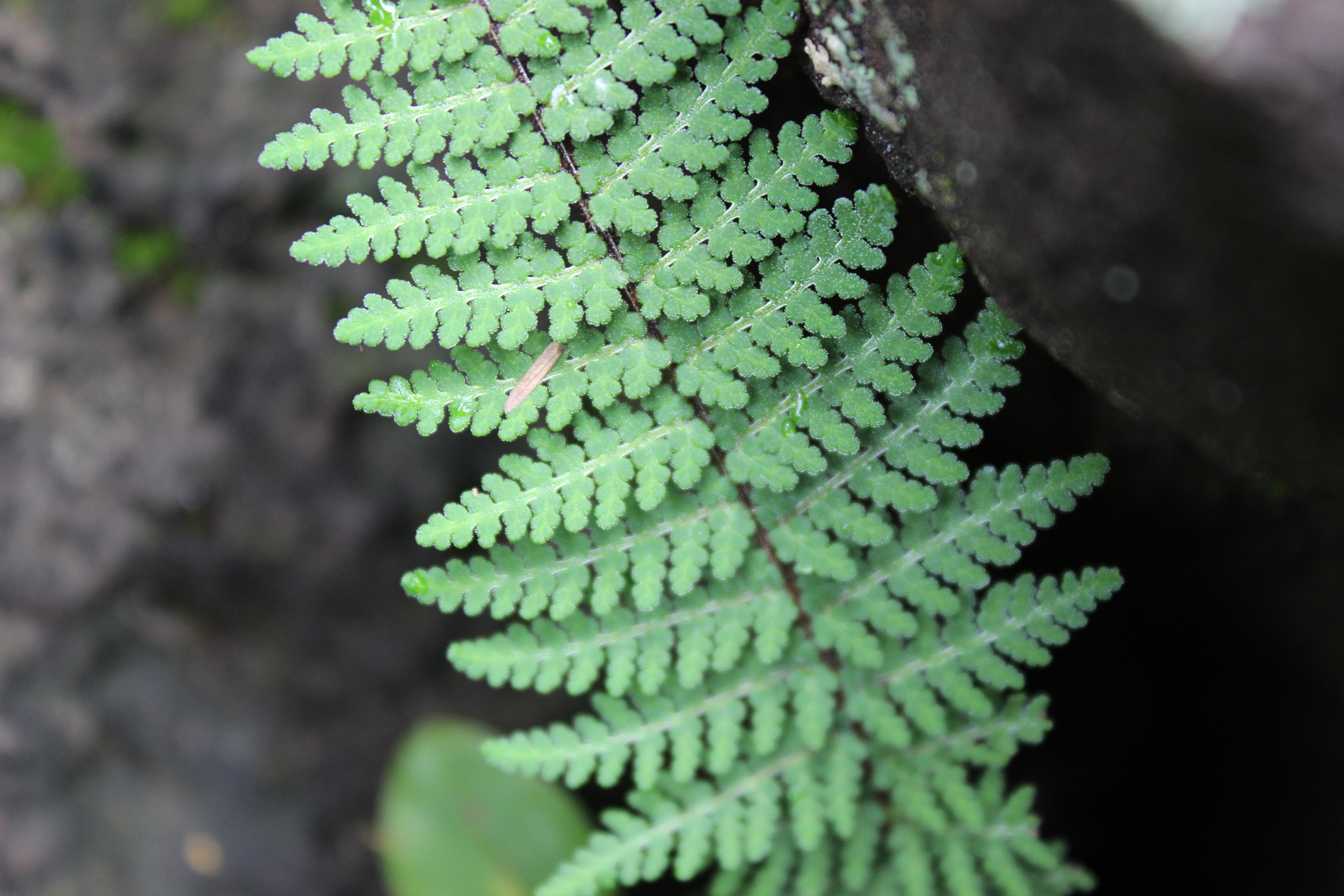
Helecho silvestre en la sierra de Zacatecas (México)
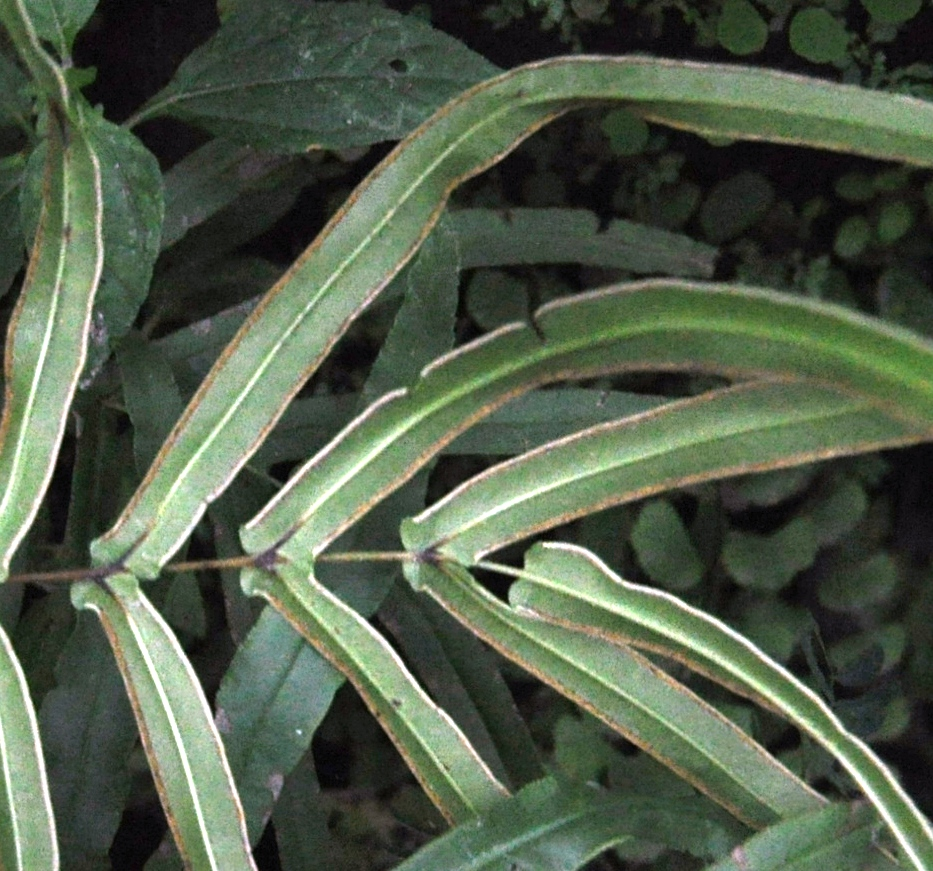
Pteris